# Башкатов Гаврило Семенович
Гаври́ло Семе́нович Башка́тов (1889, місто Чугуїв Харківської губернії, тепер Харківської області — розстріляний 2 жовтня 1937, місто Харків) — радянський діяч. Член ВУЦВК 12-го і 13-го скликань у 1931—1937 роках.

## Життєпис
Народився в селянській родині. Здобув початкову освіту.
Член РСДРП(б) з 1917 року.
Перебував на відповідальній радянській роботі.
На 1934—1935 роки — начальник Харківського обласного земельного управління.
До 1936 року — заступник голови виконавчого комітету Харківської обласної ради.
14 червня 1937 року заарештований органами НКВС, етапований до Казані. Виїзною сесією Військової колегії Верховного суду СРСР 1 жовтня 1937 року засуджений до найвищої кари. Розстріляний 2 жовтня 1937 року.
8 грудня 1957 року посмертно реабілітований ухвалою Військової колегії Верховного суду СРСР.